# Cristoberea assamensis
Cristoberea assamensis är en skalbaggsart som beskrevs av Stefan von Breuning 1954. Cristoberea assamensis ingår i släktet Cristoberea och familjen långhorningar. Inga underarter finns listade i Catalogue of Life.